# Can Badia (Cardedeu)
Can Badia és una casa a la vila de Cardedeu (Vallès Oriental) inclosa en l'Inventari del Patrimoni Arquitectònic de Catalunya. En aquest carrer, Teresa Oller, hi ha diverses cases del segle xviii. Aquesta és una de les més tardanes en construcció, però segueix la mateixa línia de composició que les altres. Cardedeu es trobava amb un creixement urbà molt important. Per aquesta mateixa data arriba el ferrocarril i poc després s'obre el carrer Sant Antoni que uneix el ferrocarril al centre històric del poble.
Casa entre mitgeres amb coberta a dos vessants, perpendicular a la façana, sobre un perímetre rectangular. Consta de planta baixa i dos pisos. La façana és de composició simètrica amb un gran portal d'arc escarser i una dovella clau amb la inscripció "F 1861 B". Les finestres són totes de llinda plana. Al primer pis hi ha una finestra balconera.